# Borja Blanco Gil
Borja Blanco Gil (n. Madrid, España, 16 de noviembre de 1984) es un jugador de fútbol sala que milita actualmente en el Real Betis Futsal de la División de Honor de la LNFS. Juega en la posición de Ala-Pivot.

## Biografía
Jugador de fútbol sala criado en Móstoles, juega en las categorías inferiores del Móstoles 2008 hasta la temporada 2003/04 que es cedido al Arroyomolinos. Al año siguiente vuelve al Móstoles 2008 para incorporarse definitivamente a la primera plantilla. Debuta el 9 de octubre de 2004 contra el MRA Navarra y marca su primer gol contra el Gestesa Guadalajara en los play-off de permanencia de la temporada 2004/05. En la temporada 2005/06 explota como jugador, consiguiendo el premio al jugador revelación y debutando con la selección española el 21 de febrero de 2006. En la temporada 2007/08 llega al que es hasta ahora su mejor momento de forma, siendo campeón de la Eurocopa de fútbol sala de 2007 con la selección española, el subcampeonato y el premio al mejor jugador de la Copa de España, y liderando la clasificación de máximos goleadores de la LNFS.
En la temporada 2008/09 deja el Móstoles 2008 debido a los problemas económicos del club y ficha por el InterMovistar Alcalá. 
En la temporada 2010/2011, el jugador mostoleño ficha por el Caja Segovia FS. En julio de 2012 ficha por el Marca Futsal de la Serie A1 de la Divisione Calcio a 5 de Italia.
En el verano de 2014 se compromete con el Jaén Fútbol Sala de la 1ª división de la LNFS, equipo con el que consigue plocamarse campeón de la Copa de España. Al finalizar la temporada regresa a la Serie A1 al fichar por el Latina Calcio a 5.
Vuelve en la temporada 2016/2017 a España al fichar por el Naturpellet Segovia que milita en la Segunda División de fútbol sala, logrando el ascenso a la Primera División de la LNFS.
En diciembre de 2017, inicia su tercera etapa en la Serie A1 al fichar por la Luparense. En 2018 ficha por el Real Betis Futsal donde juega 3 temporadas, ascendiendo en su segunda campaña a la Primera División de fútbol sala. 

## Trayectoria
- ......../2003 - Categorías inferiores Móstoles 2008
- 2003/2004 - FS Arroyomolinos
- 2004/2008 - Móstoles 2008
- 2008/2011 - InterMovistar Alcalá
- 2011/2012 - Caja Segovia FS
- 2012/2014 - Marca Futsal
- 2014/2015 - Jaén Fútbol Sala
- 2015/2016 - Latina Calcio a 5
- 2016/2017 - Naturpellet Segovia
- 2017 - Luparense Calcio a 5
- 2018.... - Real Betis Futsal

## Palmarés
2004/05
- Debut en la LNFS.

2005/06
- Jugador revelación LNFS.
- Debut con la selección española.
- Campeón del Torneo Internacional Sub-21 de San Petersburgo
- 7º Clasificado LNFS.

2006/07
- 7º Clasificado LNFS.

2007/08
- Campeón de la Eurocopa de fútbol sala de 2007
- Subcampeón de la Copa de España
- Mejor jugador y máximo goleador de la Copa de España
- Máximo goleador de la Liga regular de la LNFS
- Mejor Ala-Pívot de la temporada

2008/09
- Subcampeón del Mundial de fútbol sala de 2008
- Campeón de la Supercopa de España de Fútbol Sala
- Campeón de la Copa de España
- Campeón de la UEFA Futsal Cup

2009/10
- Campeón de la Eurocopa de fútbol sala de 2010
- Subcampeón de la UEFA Futsal Cup.

2010/11
- Campeón de la Copa Intercontinental de fútbol sala

2011/12
- Campeón de la Eurocopa de fútbol sala de 2012
- Subcampeón del Mundial de fútbol sala de 2012

2014/15
- Campeón de la Copa de España

2016/17
- Ascenso a Primera División de la LNFS.